# 20. svibnja
20. svibnja (20. 5.) 140. je dan godine po gregorijanskom kalendaru (141. u prijestupnoj godini).
Do kraja godine ima još 225 dana.

## Događaji
- 325. – održan prvi sabor u Niceju.
- 1520. – u Vražjoj gori kod Korenice poginuo hrvatski ban i biskup Petar Berislavić.
- 1570. – Abraham Ortellius napravio prvi moderni atlas.
- 1795. – Vođa ugarske jakobinske urote Ignjat Martinović smaknut je na Krvavom polju u Pešti.
- 1861. – Kentucky se proglasio neutralnim u Američkom građanskom ratu.
- 1873. – Levi Strauss i Jacob Davis patentirali traperice.
- 1902. – SAD priznao neovisnost Kube.
- 1922. – najmanje 90 ljudh poginulo kada je britanski brod "Egipat" potonuo nakon sudara u gustoj magli s francuskim brodom "Sena".
- 1927. – potpisivanjem mirovnog sporazuma u Džedi s kraljem Ibn Saudom, Velika Britanija priznala neovisnost Saudijske Arabije.
- 1927. – u 7.40 sati Charles Lindberg uzletio avionom iz New Yorka prema Parizu, prvi put preletjevši Atlantski ocean.
- 1980. – u Quebecu je na referendumu o nezavisnosti od Kanade 60% birača glasalo protiv odcjepljenja.
- 1989. – osnovana Hrvatska socijalno-liberalna stranka, prva politička stranka u Republici Hrvatskoj.
- 1997. – turska vojska saopćila da je ubila 1300 Kurda u jednotjednoj ofanzivi unutar sjevernog Iraka.
- 2000. – Republika Kina na Tajvanu inaugurirala je predsjednika Čen Šui-Biana, što je prvi put u povijesti Republike Kine da demokratski izabran opozicijski lider polaže zakletvu kao lider kineske države.
- 2002. – Istočni Timor proglasio nezavisnost.
- 2004. – pripadnici "Božje vojske otpora" u Ugandi masakrirali više od 40 stanovnika jednog sela na sjeveru zemlje.

| - 1799. – Honore de Balzac, francuski književnik († 1850.) - 1822. – Frédéric Passy, francuski humanist († 1912.) - 1835. – Radoslav Lopašić, hrvatski akademik († 1893.) - 1888. – fra Bernardin Sokol, hrvatski glazbenik i mučenik († 1944.) - 1908. – James Stewart, američki filmski glumac († 1997.) - 1915. – Moshe Dayan, izraelski časnik i političar († 1981.) - 1918. – Pavao Žanić, mostarsko-duvanjski biskup († 2000.) - 1922. – Krešo Golik, hrvatski filmski i TV redatelj († 1996.) - 1944. – Joe Cocker, britanski pop pjevač - 1957. – Dubravka Šuica, hrvatska političarka - 1959. – Israel Kamakawiwoʻole, havajski glazbenik - 1988. – Branko Čubrilo, hrvatski nogometaš - 1990. – Josh O'Connor, britanski glumac - 1994. – Piotr Zieliński, poljski nogometaš - 1999. – Filip Rudan, hrvatski pjevač | - 1444. – Bernard Sijenski – talijanski franjevac i svetac (* 1380.) - 1506. – Kristofor Kolumbo – istraživač i moreplovac (* 1451.) - 1520. – Petar Berislavić, hrvatski ban (* 1475.) - 1657. – Andrija Bobola, poljski mučenik i svetac (* 1591.) - 1795. – Ignjat Martinović, hrvatski znanstvenik i filozof (* 1755.) - 1851. – Stanko Vraz, hrvatski književnik (* 1810.) - 1859. – Josip Jelačić Bužimski, hrvatski grof, dalmatinsko-hrvatsko-slavonski ban (* 1801.) - 1875. – Ivan Franjo Jukić, hrvatski književnik, kulturni i politički djelatnik (* 1818.) - 1901. – Rudolf Cipot, slovenski pisac i evangelički svećenik (* 1825.) - 1918. – Ferdinand Hodler, švicarski slikar (* 1853.) - 1958. – Đuro Salaj, hrvatski političar i narodni heroj Jugoslavije (* 1889.) - 1989. – John Hicks, britanski ekonomist i nobelovac (* 1904.) - 2002. – Stephen Jay Gould, američki paleontolog, evolucionarni biolog, i povjesničar znanosti (* 1941.) - 2013. – Ray Manzarek, američki glazbenik (* 1939.) - 2019. – Niki Lauda, austrijski vozač Formule 1 (* 1949.) |

## Blagdani i spomendani
- sv. Alkuin
- sv. Bernard Sijenski